# Nord Stream
Nord Stream er to parallelle naturgasledninger på 1.224 km, der går fra Portovaya Bay nær Vyborg i Rusland til Lubmin i Tyskland, via en rute gennem søterritorierne og/eller de eksklusive økonomiske zoner for Rusland, Finland, Sverige, Danmark og Tyskland.
Nord Stream bruges også som samlebetegnelse for disse ledninger og Nord Stream 2, et senere anlagt par af rørledninger. For at undgå misforståelser, kaldes de oprindelige ledninger ofte Nord Stream 1.
Nord Stream er en af de fire forbindelser mellem naturgasnettet i Rusland og naturgasnettet i Central- og Vesteuropa. De tre andre forbindelser er rørledningssystemet gennem Polen, rørledningssystemet gennem Ukraine samt TurkStream gennem Sortehavet og det nordvestlige Tyrkiet.
Nord Stream 1, der går gennem det danske søterritorium sydøst for Bornholm, blev fuldt ibrugtaget i oktober 2012. Daværende statsminister Lars Løkke Rasmussen, blev takket for Danmarks tilladelse til ruteføringen i forbindelse med besøget i Moskva den 2. november 2009.
Nord Stream 2, blev færdigbygget i september 2021. Fra tysk side blev processen med at tage ledningerne i brug standset "for the time being," den 22. februar 2022. USA erklærede undervejs i byggeriet af Nord Stream 2, at Ruslands energieksportrørledninger bruges til at "svække europæisk sikkerhed og underminere USA's nationale sikkerhed og udenrigspolitiske interesser" og omgærdede projektet med sanktioner.
Den 26. september 2022, blev Nord Stream 1 og 2 udsat for et sabotageangreb med sprængstof-forårsagede eksplosioner, hvorved Nord Stream 1-ledningerne hver blev læk ét sted og den ene Nord Stream 2-ledning blev læk to steder. Kun én af de fire ledninger stod tilbage i brugbar stand efter angrebet.
Lækagerne forårsagede et miljøskadeligt metanudslip, svarende til Danmarks eller Paris’ metanudslip på et år. Samtidig med at forsyningssikkerheden uger forinden var blevet vurderet til at være under pres.

## Virksomheder
Virksomhederne Nord Stream AG og Nord Stream 2 AG, der står bag ledningerne, er henholdsvis ejet af Gazprom (51 %) sammen med virksomheder fra Tyskland, Holland og Frankrig og ejet af Gazprom med finansielle investorer fra Tyskland, Østrig, Storbritannien/Holland og Frankrig.

## Tekniske karakteristika
Hver af de fire ledninger, er sammensat af omkring 100.000 tolv meter lange stålrør med en indvendig diameter på 1.153 mm. Rørstålet er på ydersiden beklædt med et lag plastik, for at forhindre korrosion, samt et lag jernbeton, der fungerer som ballast. På indersiden er der et lag epoxyharpiks, for at mindske flowmodstanden. Vægten af et af de tolv meter lange stålrør og dets betonbeklædning er omkring 24 ton. For at kunne holde til trykket, der ved kompressorstationerne i Rusland er op til 220 bar, er rørstålet i den russiske ende af ledningerne op til 41 mm tykt.
Ledningerne er udlagt i sektioner, der efter udlægningen er svejset sammen, nogle på bunden af havet. Bortset fra steder, hvor der er udlagt et underlag eller gravet en rende, ligger ledningerne direkte på havbunden.
Det kostede omkring 7,4 mia. euro at bygge Nord Stream 1 og omkring 9,5 mia. euro at bygge Nord Stream 2. Nord Stream 1 og 2 krydses syd for Bornholm af Baltic Pipe-rørledningen til Polen, indviet den 27. september 2022.

## Kapacitet
Kapaciteten af Nord Stream 1 og 2 er i alt 110 mia. m³ om året. EU's gasforbrug udgjorde i 2020, omkring 350 mia. m³ om året.

## Nord Stream 2
Nord Stream AG offentliggjorde i marts 2013, en beskrivelse af forundersøgelserne i forhold til at anlægge en tredje og fjerde ledning, kaldet Nord Stream 2.
I januar 2015 tilkendegav Gazprom, at have intention om ikke at ville bruge Ukraine som gastransitland efter endt kontrakt i 2019. I september 2015 indgik Gazprom en joint venture-aftale med BASF, E.ON, ENGIE, OMV og Shell, om at bygge Nord Stream 2.
En række central- og østeuropæiske EU-lande, heriblandt Polen, udtrykte modstand mod projektet i EU-regi i marts 2016 med henvisning til vurderinger omkring geopolitik og "gastransitmønstrene i regionen, især transitruten via Ukraine."
 Efter i juli 2016 at have modtaget en foreløbig indsigelse fra Polens konkurrence- og forbrugerstyrelse, skrinlagde Nord Stream 2-virksomhederne den planlagte joint venture for i stedet at fortsætte projektet på basis af én finansieringsaftale.
I september 2016 startede Nord Stream 2 AG med at søge de relevante kyststater, dvs. Rusland, Finland, Sverige, Danmark og Tyskland, om tilladelse til at anlægge ledningerne.
FN's havretskonvention, som alle de relevante stater har tiltrådt, definerer søterritoriet til at ligge indenfor en grænse, der maksimalt er 12 sømil (22,2 km) fra kysten. Udenfor denne grænse ligger kontinentalsokkel-området (som indeholder den eksklusive økonomiske zone). På baggrund af dette siger konventionen følgende om lægning af rørledninger:
"1. Alle stater er berettiget til at lægge undersøiske kabler og rørledninger på kontinentalsoklen i overensstemmelse med bestemmelserne i denne artikel.
2. Med forbehold for sin ret til at træffe rimelige foranstaltninger til udforskning af kontinentalsoklen, udnyttelse af dens naturressourcer og forebyggelse, reduktion og kontrol af forurening fra rørledninger, må kyststaten ikke hindre lægning eller vedligeholdelse af sådanne kabler eller rørledninger.
3. Afgrænsningen af ruten for lægning af sådanne rørledninger på kontinentalsoklen er underlagt kyststatens samtykke.
4. Intet i denne del berører kyststatens ret til at etablere betingelser for kabler eller rørledninger, der kommer ind på dens territorium eller søterritorium,"
Den 3. april 2017 modtog Energistyrelsen, på vegne af Danmark, Nord Stream 2 AG's ansøgning om tilladelse til at benytte en rute parallel med Nord Stream 1, gennem det danske søterritorium sydøst for Bornholm. Den 9. april 2017 erklærede den daværende Lars Løkke Rasmussen-regering, at ville støtte op om en EU-lovgivningsændring i forhold til offshore-rørledninger og et forhandlingsmandat til EU-kommissionen i forhold til Nord Stream 2.
Foruden, at for "det andet giver det nuværende danske regelgrundlag ikke mulighed for, at man med sigte på bredere udenrigspolitiske hensyn kan sige ”nej” til anlæg af transitrørledninger på søterritoriet."
EU-kommissionen startede i november 2017 en proces, der i 2019 mundede ud i en ændring af EU's gasdirektiv. Sektionerne af rørledningerne til og fra EU, der ligger på EU-landenes territorier og søterritorier omfattes med ændringen af EU's gasmarkedsregler. Ændringen giver endvidere mulighed for undtagelser i forhold til eksisterende og nye rørledninger.
Den 30. november 2017 vedtog Folketinget "Forslag til Lov om ændring af lov om kontinentalsoklen (Tilladelse til visse rørledningsanlæg på søterritoriet)". "Loven finder anvendelse ved behandling af ansøgninger om tilladelse til nedlæggelse af rørledningsanlæg, der før lovens ikrafttræden er modtaget, men endnu ikke færdigbehandlet."
I februar 2018, i forbindelse med det forberedende arbejde for Baltic Pipe-rørledningen, blev forhandlinger indledt med Polen om tilhørsforholdet af "Det Grå Område" udenfor det danske søterritorium sydøst for Bornholm. En aftale om dansk jurisdiktion over 80 % af området og polsk jurisdiktion over de resterende 20 % blev indgået den 19. november 2018, med forbehold for godkendelse i henhold til hver parts forfatningsretlige procedurer.
I august 2018 indsendte Nord Stream 2 AG en yderligere ansøgning. I dette tilfælde om en rute nordvest om Bornholm, udenom det danske søterritorium. Efter, i marts 2019, at være blevet anmodet om at indsende en tredje ansøgning, gav Energistyrelsen den 30. oktober 2019 Nord Stream 2 AG tilladelse til at anlægge ledningerne sydøst om Bornholm.
Byggeriet af Nord Stream 2 startede i Tyskland i maj 2018 og ledningerne stod færdige i september 2021.

## USA i forhold til Nord Stream 2
I april 2021 erklærede USA, at Ruslands energieksportrørledninger bruges til at "svække europæisk sikkerhed og underminere USA's nationale sikkerhed og udenrigspolitiske interesser."
Samme erklærede videre at sektionerne 7503 og 1242 i "National defense authorization act" for henholdsvis 2020 og 2021, om indførelse af sanktioner, ville blive udmøntet som tiltænkt, mod personer, skibe og virksomheder involveret i rørlægningen til "Nord Stream 2-rørledningsprojektet, TurkStream-rørledningsprojektet eller ethvert projekt, der er en efterfølger til et af disse projekter".
Den 21. juli 2021 offentliggjorde USA's og Tysklands regeringer "Joint Statement of the United States and Germany on Support for Ukraine, European Energy Security, and our Climate Goals", og Tysklands udenrigsminister Heiko Maas tweetede, at "Jeg er lettet over, at vi har fundet en konstruktiv løsning med USA i sagen Nord Stream 2."
I august 2021 erklærede USA, at sanktioner mod nye personer og skibe ville blive indført "i overensstemmelse med USA’s fortsatte modstand mod Nord Stream 2".
Den 27. januar 2022 udmeldte USA's understatssekretær for politiske anliggender Victoria Nuland: "Med hensyn til Nord Stream 2, vi fortsætter med at have meget stærke og klare samtaler med vores tyske allierede, og jeg vil gerne være tydelig overfor jer i dag. Hvis Rusland invaderer Ukraine, på den ene eller den anden måde, vil Nord Stream 2 ikke komme videre."
Den 30. september 2022 udmeldte USA's statssekretær Antony Blinken: "vi er nu den førende leverandør af LNG til Europa for at hjælpe med at kompensere for enhver gas eller olie, som det mister som følge af Ruslands aggression mod Ukraine. (...) Og i sidste ende er dette også en fantastisk mulighed. Det er en enorm mulighed for én gang for alle at fjerne afhængigheden af russisk energi og dermed fratage Vladimir Putin våbeniseringen af energi som et middel til at fremme hans imperiale designs."

## Angrebet på Nord Stream 1 og 2
Den 26. september 2022 rapporterede Nord Stream 1 og 2-operatørerne om trykfald i den ene Nord Stream 2-ledning og begge de to Nord Stream 1-ledninger. I alt fire lækagesteder blev fundet, ét sydøst for Dueodde på Bornholm og tre nordøst for Christiansø.
De Nationale Geologiske Undersøgelser for Danmark og Grønland rapporterede, at seismograferne i området havde registreret rystelser, svarende til rystelserne der ses ved sprængninger, på tidspunkter og steder passende med gaslækagerne fra Nord Stream 1 og 2.
Sveriges anklagemyndighed iværksatte gerningsstedsundersøgelser og erklærede, at anse sagen for at være meget følsom. Københavns politi bekræftede den 18. oktober efter en række foreløbige undersøgelser af gerningsstederne, foretaget med bistand fra Forsvaret og i samarbejde med bl.a. Politiets Efterretningstjeneste, at "der er sket omfattende skader på Nord Stream 1 og 2 i Danmarks eksklusive økonomiske zone, og at skaderne er forårsaget af kraftige eksplosioner." Sveriges anklagemyndighed bekræftede den 18. november 2022, at Nord Stream 1 og 2 er blevet udsat for "grov sabotage".
Den Russiske Føderations generalanklagemyndighed anmodede den 21. oktober 2022 om oprettelse af et fælles efterforskningshold og den 16. november 2022 om retshjælp i forhold til udlevering af efterforskningsmæssige oplysninger i henhold til Europæisk konvention af 20. april 1959 om gensidig retshjælp i straffesager. Rigsadvokaten meddelte afslag på begge anmodninger den 23. januar 2023. Afslaget på anmodningen om retshjælp er "under hensyn til risikoen for, at begæringens efterkommelse vil kunne bringe den danske stats sikkerhed i fare, jf. artikel 2(b) i Europæisk konvention af 20. april 1959 om gensidig retshjælp i straffesager." Danmark, Tyskland og Sverige skrev den 21. februar 2023 til FN's sikkerhedsråd, at de "russiske myndigheder er blevet informeret om de igangværende undersøgelser" i de tre lande.
FN's sikkerhedsråd stemte den 27. marts 2023 om resolutionsforslag S/2023/212. Resolutionsforslaget, der er indsendt af Rusland og syv andre lande, "Anmoder FN's generalsekretær om at oprette en international uafhængig undersøgelseskommission (kommissionen) til at udføre en omfattende, gennemsigtig og upartisk international undersøgelse af alle aspekter af sabotagen på Nord Stream 1 og 2-gasrørledningerne, herunder identifikation af dens gerningsmænd, sponsorer, arrangører og medskyldige; (...) Opfordrer FN's medlemsstater, herunder dem der gennemfører deres relevante nationale undersøgelser, til fuldt ud at samarbejde og dele information med kommissionen;" Sikkerhedsrådsmedlemmerne Brasilien, Kina og Rusland stemte for resolutionsforslaget. De resterende tolv sikkerhedsrådsmedlemmer undlod at stemme.